# Scissor

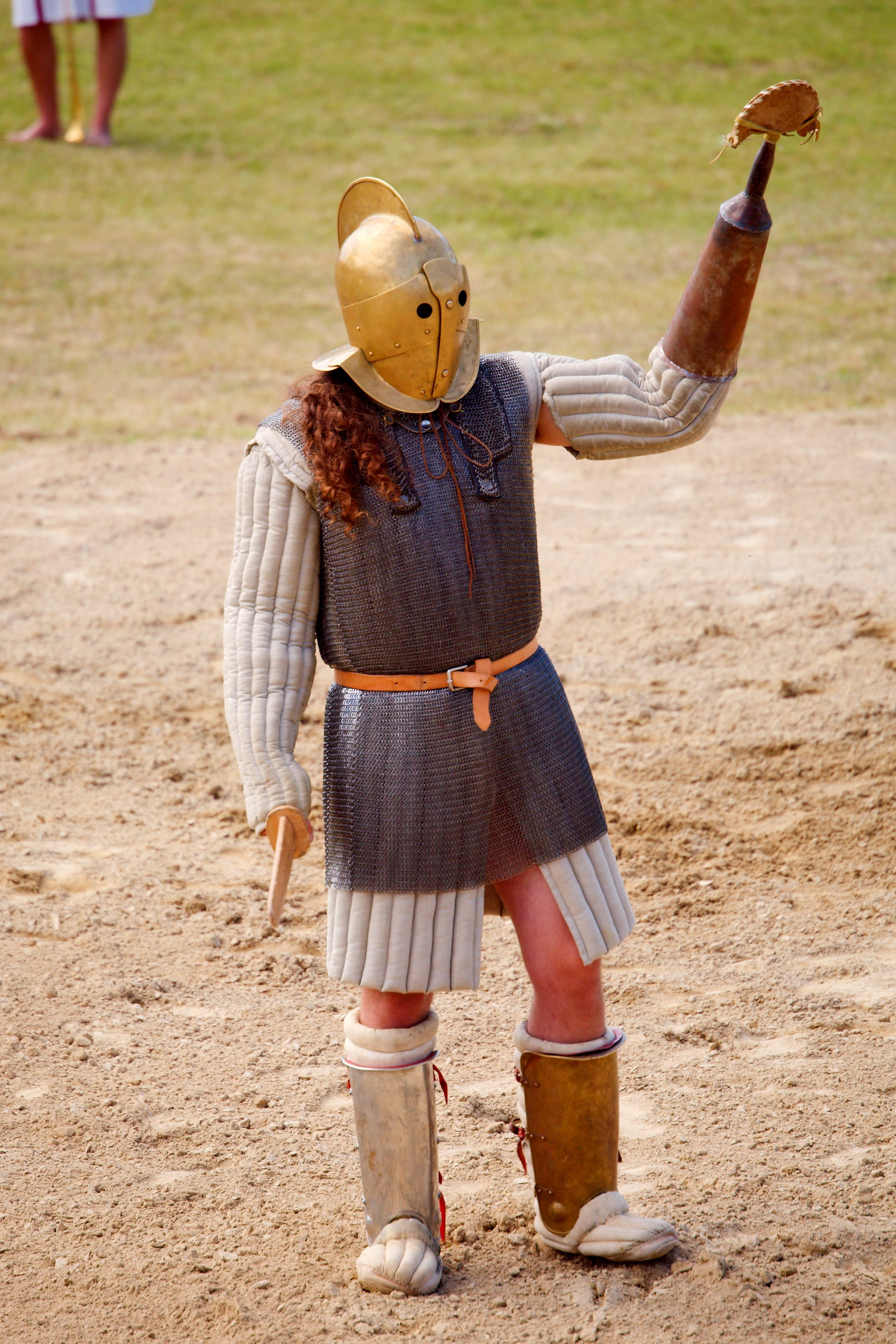
Imitazione dello scissor

Lo scissor (pl. scissores, letteralmente: colui che taglia) era un gladiatore romano. Tuttavia, finora non si è certi di quale fosse il suo aspetto.

## Fonti
Lo scissor viene menzionato solamente in un'unica iscrizione come una classe gladiatoria. Gli storici ritengono che lo scissor vada identificato con un gladiatore che viene raffigurato su numerosi rilievi. Tuttavia questa identificazione non è ritenuta certa.

## Armatura ed armamento

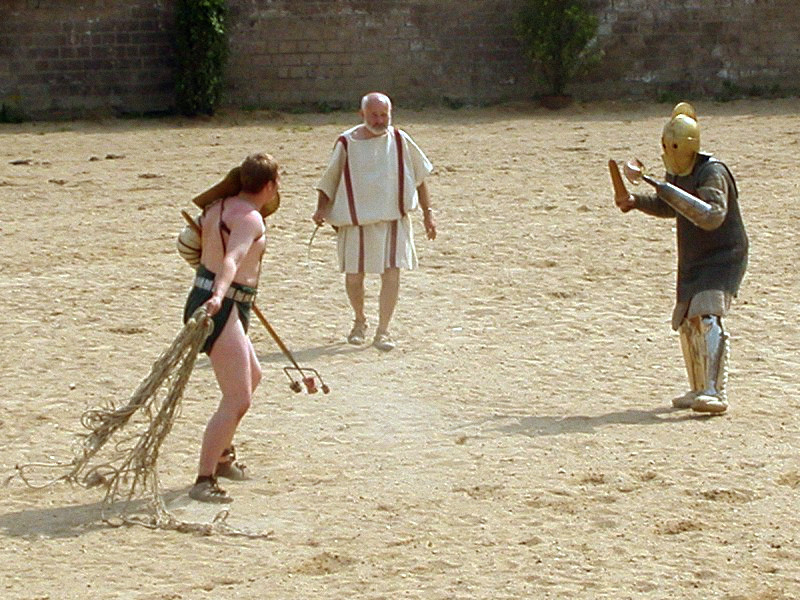
In questa rievocazione storica uno scissor è rappresentato contro il suo avversario tradizionale, il reziario

Il gladiatore identificato come lo scissor era pesantemente armato. Portava una spada corta (il gladius) nella mano destra. Sul braccio sinistro indossava un tubo metallico tronco al quale era fissata una lama dalla forma semicircolare. Lo scissor era protetto da un elmo che nascondeva tutto il volto e lasciava due piccole aperture per le fessure oculari. Si trattava di un elmo identico a quello che utilizzava anche il secutor.
Il torso dello scissor era ben protetto da una lorica squamata o da una lorica hamata che scendevano fino alle ginocchia. Sul braccio ove brandiva l'arma lo scissor indossava un parabraccio (la lorica manica) e in entrambe le gambe due schinieri protettivi che arrivavano fino alle ginocchia.

## Avversario
Il gladiatore pesantemente armato identificato come lo scissor è raffigurato in alcuni rilievi della zona del Mediterraneo orientale, sui quali egli combatte abitualmente contro il reziario.